# Dents postcanines
Les dents postcanines, dents jugals o dents molariformes són el conjunt de les dents molars i premolars dels mamífers. Es tracta de dents multicuspidades (és a dir, tenen moltes cúspides). Els placentaris tenen, en la seva forma més completa, quatre premolars i tres premolars a cada quadrant de la mandíbula, mentre que els marsupials tenen tres premolars i quatre molars. De vegades, les dents postcanines estan separades de les canines per un espai, el diastema. Poden tenir formes extraordinàriament complexes relacionades amb l'alimentació.
Les dents jugals són molt més senzilles en els rèptils que en els mamífers.

## Funcions
Aquestes dents contribueixen a triturar el menjar per reduir adequadament la mida dels substrats per als enzims de l'estómac i donen forma i definició a les mandíbules dels animals. La forma de les dents de les galtes està directament relacionada amb la seva funció i les diferències morfològiques entre espècies es poden atribuir a les seves variacions dietètiques. A més a més, la forma d'una dent de la galta es pot desgastar mecànicament en funció de la dieta, cosa que dona indicis sobre els hàbits de consum dels animals fossilitzats.
Les càries dentals poden resultar d'una cura inadequada de les dents de les galtes i són un problema important arreu del món.

## Evolució
Les dents postcanines multicuspidades probablement evolucionaren a partir de dents amb una sola cúspide en sinàpsids, tot i que la diversitat de patrons molars dels teràpsids i la complexitat de les molars dels primers mamífers fan impossible descriure el procés amb certesa. Segons la «teoria de la diferenciació», àmpliament acceptada, les cúspides addicionals sorgiren per excrescència de la corona, mentre que una altra teoria, la de la conscrescència, postula que les dents complexes evolucionaren per l'agrupament de dents còniques que originalment estaven separades. En general, s'accepta que els mamífers teris (placentaris i marsupials) evolucionaren a partir d'un avantpassat amb molars tribosfèniques, amb tres cúspides principals disposades en un triangle.